# 10955 Харіг
10955 Харіг (10955 Harig) — астероїд головного поясу, відкритий 22 жовтня 1960 року.
Тіссеранів параметр щодо Юпітера — 3,353.